# Monkeystrikes
Monkeystrikes är ett svenskt popband som bildades 2002 av de förra Soulsmedlemmarna Cecilia Nordlund (gitarr och sång) och basisten Johan Karlsson. Från början var bandet en trio med de båda grundarna plus danske Stig Larsen på trummor. Bandet hade först funderingar på att heta Hard Korv, men bestämde sig istället för att ta sitt namn från vännen Monkeystrikes. Som trio släppte bandet den Nille Perned-producerade EPn Angry Knees. Så småningom ersattes Stig Larsen av förre Brainpool-trummisen Jens Jansson och gitarristerna Markus Slivka och Andreas Grevsten Danielsson anslöt sig.
Bandet har turnerat mycket med Marit Bergman och 2005 släpptes fullängdsalbumet You Hate My Beautiful Love.

## Diskografi
- 2004 – Angry Knees (EP)
- 2005 – You Hate My Beautiful Love